# 同羅部
同羅部，蒙古高原古代游牧部落，因同罗水（今蒙古国色楞格省东南哈拉河）得名。
同罗部源自“九姓鐵勒”，使用突厥語，属古突厥之一，原附屬於西突厥與回鶻汗國之下，後附屬唐朝。原活動於蒙古高原的北方，後南下移居內蒙古地區，慢慢遷往中國山西、河北一帶。在唐朝末年時，成為沙陀部的骨幹之一。

## 歷史
同羅，在突厥語中有豹的意思。源自鐵勒，在隋代時，附屬於突厥汗國下。
在薛延陀部勢力衰弱時，鐵勒諸部於貞觀22年歸附唐朝，唐朝設龜林都護府來統率同羅部。
唐代在突厥人的打击下逐渐分裂，其中部分同罗部众逐渐迁入内地，在安史之乱时期同罗部是安禄山叛军的一部分。